# Feed-in tariff
En feed-in tariff (FIT, standard offer contract, advanced renewable tariff eller renewable energy payments) er en politisk mekanisme designet til at fremme investeringer i vedvarende energi. FIT tilbyder langtidskontrakter til producenter af vedvarende energi, typisk i forhold til produktionsomkostningerne ved den vedvarende energiteknologi. Teknologier såsom vindkraft tilbydes typisk en lavere pris per kWh end solkraft og bølgekraft, som typisk er dyrere at producere. 
Feed-in tariffer inkluderer ofte en mekanisme, der nedsætter tariffen over tid, for at motivere til omkostningsreduktioner. Målet med feed-in tariffer er at kompensere producenter af vedvarende energi for de øgede produktionsomkostninger ved produktionsformen, således at der sikres motivation for investeringer i vedvarende energi.